# VV Martinus
VV Martinus var en volleybollklubb från Amstelveen, Nederländerna. Klubben nådde framgångar både på dam- och herrsidan. Herrrlaget nådde först framgångar, då det under perioden 1984-1988 vann både nederländska mästerskapet och nederländskap cupen varje år. Damlaget vann nederländska cupen 1990 och 1991. Deras största framgångar kom under perioden 2006-2009 då de, upprepade herrarnas bedrift med att vinna dubbeln (nederländska mästerskapet och cupen) varje år. Herrlaget vann nederländska supercupen 2008 och 2009.
Klubben gick 2009 samman med AMVJ Amstelveen och bildade TVC Amstelveen.